# 埃哈拉
埃哈拉（Ehara）為位在馬達加斯加的城鎮，由阿齊莫-安德列發那區貝內尼特拉縣（Benenitra District）管轄。2001年人口普查估計該城鎮人口約有5,000人。
該城鎮僅有小學。該城鎮有60%的居民為農民，另外有35%的居民從事畜牧業。稻米為該城鎮最主要的作物，而其他主要作物還有甘蔗以及木薯等。另外從事服務業的居民佔該城鎮人口總數的5%。